# Sojamelkmachine
Een sojamelkmachine is een huishoudelijk apparaat waarmee uit rauwe gewelde bonen het sap dan wel 'melk' onttrokken kan worden.
Ondanks de naam 'sojamelkmachine' kan dezelfde machine ook gebruikt worden voor andere soorten bonen, maar ook voor rijstmelk. De machines zijn ook geschikt om zelf gladde soepen te maken.
De machine is een combinatie van een waterkoker met een staafmixermes in een zeefbekercompartiment boven in pot, direct onder de deksel van het apparaat. Over het mixerblad wordt een beker van geperforeerd staal geplaatst die als zeef fungeert.
De rauwe bonen worden door de (staaf)mixer kapot geslagen tot zeer fijne pulp. Ondertussen worden in het benedengedeelte, in de waterkoker, ongeveer een liter water gekookt die stevig zal opkoken tot ongeveer halverwege de zeefbeker waar de inmiddels gemalen bonen worden gekookt. De fijne oplosbare delen zakken naar beneden, inclusief een beetje extra fijn sojameel. Het grovere meel, ook wel okra genooemd, blijft in de zeefbeker achter.
De sojamelk is nu gekookt en consumeerbaar. Gekoeld is het enkele dagen houdbaar. Van de verse warme sojadrank kan bv. direct chocolademelk gemaakt worden door er 2 delen cacao met 3 delen suiker droog te mengen, daarna langzaam oplossen door eerst een bodempje sojamelk toe te voegen, goed te roeren en daarna de dikke cacaomassa aan te lengen tot de juiste smaak is bereikt.